# Малая Юрма
Малая Юрма — река в России, протекает по Томской области. Устье реки находится в 17 км по правому берегу реки Юрма (Большая Юрма). Длина реки составляет 78 км, площадь водосборного бассейна 247 км².

## Данные водного реестра
По данным государственного водного реестра России относится к Верхнеобскому бассейновому округу, водохозяйственный участок реки — Кеть, речной подбассейн реки — бассейн притоков (Верхней) Оби от Чулыма до Кети. Речной бассейн реки — (Верхняя) Обь до впадения Иртыша.
Код объекта в государственном водном реестре — 13010600112115200028372.